# Protosphagnum nervatum
Protosphagnum nervatum — викопний вид мохів сучасного порядку сфагнових (Sphagnales), що існував у пермському періоді.

## Опис
Protosphagnum багато в чому нагадував представників сучасного роду Sphagnum, проте клітини листя демонстрували менш виражений диморфізм, ніж у представників Sphagnum.